# ZRTP
ZRTP es una extensión de Real-time Transport Protocol (RTP) que describe el establecimiento de un intercambio de claves Diffie-Hellman para el Secure Real-time Transport Protocol (SRTP). Fue enviado al IETF por Phil Zimmermann, Jon Callas y Alan Johnston el 5 de marzo de 2006. Session Initiation Protocol (SIP) es un estándar VoIP.
ZRTP se describe en el Internet-Draft como un "protocolo de acuerdo de claves que realiza un intercambio de claves Diffie-Hellman durante el establecimiento en banda (in-band) de una llamada en el flujo de datos Real-time Transport Protocol (RTP) que ha sido establecido empleando otro protocolo de señalización como pueda ser Session Initiation Protocol (SIP). Esto genera un secreto compartido que es usado para generar las claves y el salt para una sesión de Secure RTP (SRTP)." Una de las funcionalidades de ZRTP es que no requiere el intercambio previo de otros secretos compartidos o una Infraestructura de Clave Pública (PKI), a la vez que evita ataques de man in the middle. Además, no delegan en la señalización SIP para la gestión de claves ni en ningún servidor. Soporta cifrado oportunista detectando automáticamente si el cliente VoIP del otro lado soporta ZRTP.
ZRTP puede usarse con cualquier protocolo de señalización como SIP, H.323, XMPP y P2PSIP. ZRTP es independiente de la capa de señalización, puesto que realiza toda su negociación de claves dentro del flujo de datos RTP.
- Datos: Q2031896